# 扎戈羅德季亞 (茲巴拉日區)
49°53′18″N 25°43′2″E / 49.88833°N 25.71722°E
扎戈羅德季亞（烏克蘭語：Загороддя），是烏克蘭的村落，位於該國西部捷爾諾波爾州，由克列梅涅茨區負責管轄，始建於1593年，面積1.1平方公里，2001年人口444，人口密度每平方公里403.6人。